# Zsiga Gyula
Zsiga Gyula (Budapest, 1959. december 21. –) kézilabda szakedző, magyar mesteredző, EHF-mesteredző, sportvezető, középiskolai testnevelő tanár. Edzőként BL-győztes (1999 – Dunaferr), EHF-kupa-győztes (1998 – Dunaferr), európai Szuperkupa-győztes (1999 – Dunaferr), BEK-döntős (1994 – Vasas), City-kupa-döntős (1995 – Vasas), magyar bajnok (1998, 1999), Magyar Kupa-győztes (1998, 1999). 2017-től a Magyar Kézilabda Szövetség szakmai igazgatója.
Egyike azoknak, akik minden szegmensében eredményesek tudtak lenni a magyar kézilabdasportnak, legyen az a területi utánpótlás-nevelés vagy felnőtt nemzetközi kategória.

## Pályafutása

### Játékosként
Fiatalon, általános és középiskolai tanulmányai alatt a Budapesti Vasas SC színeiben kezdett el kézilabdázni. Később, amikor felvételt nyert a Magyar Testnevelési Főiskolára, 1979–1983 között a TFSE NB I B csapatában játszott. 1982-ben tagja volt az egyetemi és főiskolai bajnokságot nyert csapatnak. Ebben az évben a TF „Jó tanuló, jó sportoló” versenyén a 3. helyen végzett. 1983-ban friss diplomával a kezében a Solymár PEMŰ, majd még abban az évben a Budapesti Elektromos SE kézilabda csapatába igazolt. 1987-ben a Budapest Honvéd SE, majd a Ferencváros következett. Viszonylag elég korán, 1989-ben hagyta abba aktív sportolói karrierjét. Ezt követően már csak az edzői pályára koncentrált.

### Edzőként
Már a Testnevelési Főiskola elvégzését követően, 1983-ban elkezdett dolgozni a Budapesti Elektromos SE csapatánál mint nevelőedző. Szakedzői diplomáját 1985-ben szerezte meg. 1985–1987 között a KISZ KB sportosztályának munkatársa volt, többek között az olimpiai ötpróba versenysorozatának szervezésében vett részt. 1987–1989 között a Budapesti Honvéd főállású ifjúsági edzője, amellyel 1989-ben megnyerték az országos ifjúsági bajnokságot, majd 1989-től ismételten az Elektromos ifjúsági csapatának lett edzője. 1990 áprilisában az Elektromos klubvezetése felkérte, hogy ideiglenesen vegye át az 5. helyen álló felnőtt csapat irányítását is. Az 1990–1991-es szezonban Komáromi Ákos pályaedzőjeként megnyerték a bajnoki címet.
Önálló felnőtt vezetőedzői pályafutása 1991-ben indult el, amikor elvállalta az előző évben osztályzóra kiesett Szolnoki Olajbányász együttesét. A sikeres osztályzót követően három évet töltött Szolnokon. 1992-ben Fazekas László irányítása mellett szövetségi edzőként a Magyar Kézilabda Szövetség junior utánpótlás válogatott vezetésével bízták meg. 1993 novemberében a Vasas-Dreher női csapatának vezető edzője lett. 1997-ben egy ideig a Hort SE NB I B-s férfi csapatának edzője volt, majd a Dunaferr női együttesének vezető edzői teendőivel bízták meg. 1998-ban Németh Andrással együtt a női kézilabda-válogatott társkapitánya lett.

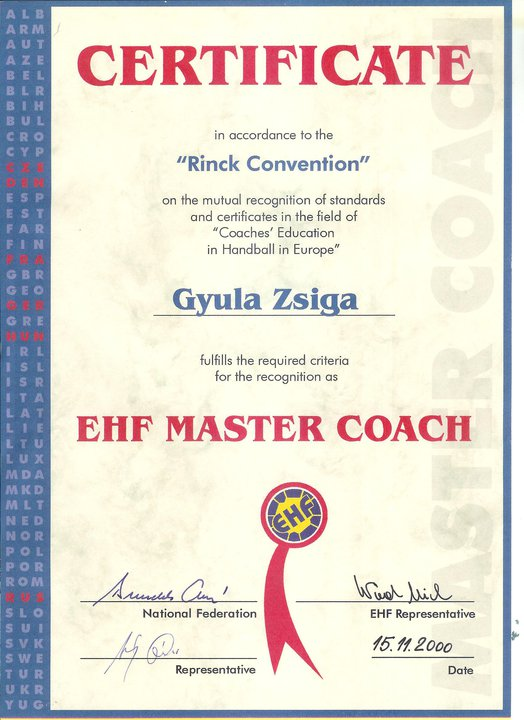
Zsiga Gyula EHF Mesteredzői oklevele

1983-ban végzett a Testnevelési Főiskolán, 1985-ben lett kézilabda szakedző, 1999-ben szerezte meg a mesteredző címet. 1999-ben Fejér megye legjobb edzőjének választották. Ugyanebben az évben Az év sportolója országos szavazásán az év edzője kategóriában a 2. helyen végzett.
Gyakorló edzői munkássága alatt, majd ezt követően is számtalan előadást, bemutató edzést tartott. 2017-ben elvállalta a Magyar Kézilabda Szövetség felkérését a szakmai igazgatói posztra. Nevéhez köthető a 2017 évben startoló "Velünk kerek a világ - Tanuld a kézilabdát" utánpótlás-nevelés új koncepciója, amely merőben átalakította az eddigiekben érvényben lévő szemléletmódot. Ennek a stratégiának három alapvető pillérje van. Létrehozta az országos szintű szakfelügyeleti rendszert. Kialakított egy digitalizált szakmai felületet a rendszerben levő összes nevelőedző számára. Könyve a Korosztályos Képzési Kézikönyv, amely egységesíteni kívánta a fiatal kézilabdázók felkészítését.

#### Férfi szakág
Önálló edzői pályafutását a Szolnoki Olajbányász férfi csapatánál kezdte, amellyel az 1991–1992-es szezonban a 10. helyen zártak. A következő évben már az 5. helyen végeztek. 1991–1993 között a magyar férfi junior válogatott szövetségi vezetőedzője, amely csapat az 1993-as junior világbajnokságon Egyiptomban a 6. helyet szerezte meg. Ezt követően több évig a női szakágban dolgozott.
2011-ben vett át az FTC-PLER férfi csapatának edzését, amellyel a 2011–2012-es szezonban a 10. helyen zártak, 2012–2013-ban az 5. helyet, 2013–2014-ben a 8. helyet szerezték meg. A 2014–2015-ös szezonban az NB I B-s Váci KSE csapatával az 1. helyet érték el, és feljutottak az NB I-be. A 2015–2016-os szezonban a kieső helyen álló Váci KSE csapatát végül a legjobb hat közötti rájátszásba juttatta, és ott az 5. helyet szerezték meg.

#### Női szakág

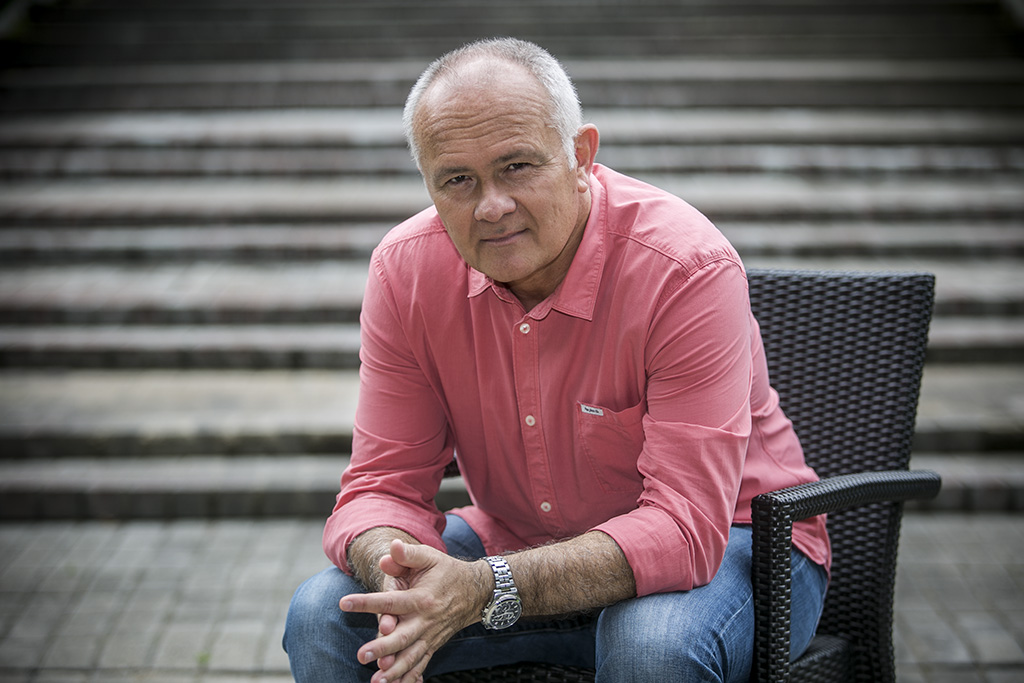
2020-ban

1993–1996 között a Vasas-Dreher női csapatát irányította, amellyel az 1993-1994-es szezonban a magyar bajnokságban a 3. helyet szerezték meg, a Bajnokok Kupájában (BEK) 1994-ben döntőt játszottak. Az 1994–1995-ös bajnokságban ismét a 3. helyen végeztek, és 1995-ben a City-kupában döntőt játszottak. Az 1995-1996-os szezonban a 4. helyet szerezték meg, és a Kupagyőztesek Európa-kupájában (KEK) 1996-ban az elődöntőig jutottak.
1997–1999 között vezette a dunaújvárosi Dunaferr NK női csapatának edzéseit. Az 1997-1998-as bajnokságban az 1. helyen végeztek, megnyerték a Magyar Kupát, és az EHF-kupát is. Az 1998-1999-es szezonban megvédték bajnoki címüket és a Magyar Kupában ismét elhódították a trófeát. 1998-ban a 3. helyet érték el a Szuper Kupában. 1999-ben a Szuper Kupában és a Bajnokok Ligájában is az élen végeztek.
2000-2001 között a Vasas Hungaroweiss, majd 2001-2003 között a székesfehérvári Cornexi Alcoa női csapatát edzette.
2003-2007 között a Kiskunhalas NKSE csapatának edzője lett. A csapattal a 2004-2005-ös szezonba a 9. helyen, a 2005-2006-os és a 2006-2007-es szezonban a 6. helyen végeztek, nemzetközi szinten három kört játszottak az EHF-kupában, és a Kiskunhalas NKSE elnöke lett. 2007 májusban négy év után elbúcsúzott Kiskunhalastól és a Budapest Bank FTC női kézilabdacsapatának edzője lett, ahol a csapattal a 2007-2008-as szezonban a 3. helyen végzett.

#### Nemzetközi eredmények
Első alkalommal 1998-ban, az Európa-bajnoki selejtezők idején Németh Andrással közösen vezette a női válogatottat. (Öt győzelem és egy döntetlen volt a mérlegük.) 2004-2007 magyar női kézilabda-válogatottnál Németh András pályaedzője volt. Ez idő alatt 2005-ben a csapat a 3. helyet szerezte meg a szentpétervári világbajnokságon, 2006-ban 5. volt a Svédországban rendezett Európa-bajnokságon és 2007-ben a 8. helyen végzett a franciaországi világbajnokságon.
2008-tól külföldi munkát vállalt. 2008-2010 között a T-Mobile Budučnost női kézilabda csapatának edzője volt, és a csapattal a 2008-2009-es szezonban Montenegró bajnoka és kupagyőztes lett.
2008-2010 között a montenegrói női kézilabda-válogatott edzője és szövetségi kapitánya volt. 2009-ben Montenegró női kézilabda-válogatottjának szövetségi kapitányaként a 3. helyet érték el a Olaszországban a Mediterrán játékokon. Ő irányította a montenegrói válogatottat a 2010-es Európa-bajnokság selejtező mérkőzései során is.

#### Utánpótlás-nevelés területe
2010-ben megalapította társával a Budai Farkasok Kézilabda Klub és Utánpótlás-nevelő Központot, amelynek szakmai vezetője és tulajdonostársa.
2013-tól saját YouTube "Gyula Zsiga" elnevezésű szakmai csatornát működtet, ahol nem kevesebb, mint 200 szakmai kisfilmet tart számon. 2015. januárban elindította saját szakmai blogját "Szakmai szemmel" címmel. Közel 100 szakmai tartalmú írás, értekezés és számolatlan videó került és kerül fel erre az oldalra.
2017-től a Magyar Kézilabda Szövetség szakmai igazgatója. 2020 júliusában lemondott az MKSZ szakmai és versenybizottság elnöki posztjáról és az MKSZ utánpótlás-fejlesztési igazgatója , majd 2024 végéig tanácsadó lett. 2025 januárjától a Pick Kézilabda Akadémia sportigazgatója.

## Könyvei
Három szakkönyvet írt az utánpótlás-nevelés témakörében.
1992-ben jelent meg a Kézikönyv a kézilabdázás oktatásához (HORT Kereskedelmi Kft, 1992) 200 oldalas könyve,
2011-ben adták ki A kézilabdázás oktatása kisiskoláskorban című könyvét (ISBN 978-963-08-1704-2) Ez a könyv angol nyelven is megjelent az Európai Kézilabda Szövetség ajánlásával.
2021-ben megjelent harmadik könyve is ebben a témában Szakmai szemmel címmel.

## Díjai, elismerései
- 1998: Az év edzője Fejér megye 2. hely[49]
- 1999: Az év edzője Fejér megye[16]
- 1999: Az év sportolója (Az év edzője) 2. hely[17]
- 1999: Mesteredző
- 2000: EHF-mesteredző
- 2007: Bács-Kiskun megye sportdíj[50]
- 2013 áprilisában a Nemzetközi Kézilabda-szövetség (EHF) megújított mesteredzői diplomáját vehette át.[51]
- 2020 Magyar Kézilabdázásért Emlékérem[52]